# نيناد فيشنيتش
نيناد فيشنيتش هو لاعب كرة قدم صربي في مركز الدفاع، ولد في 25 أبريل 1983 في بلغراد في صربيا. لعب مع بودوتشنوست بودغوريتسا ونادي تشوكاريتشكي.